# Nu Pagadi
Nu Pagadi – niemiecki zespół grający muzykę pop, glam rock i rock gotycki, stworzony w listopadzie 2004 roku. Zespół został rozwiązany w maju 2005 roku.
Nazwa zespołu pochodzi od oryginalnej nazwy rosyjskiej kreskówki Wilk i Zając, w której na końcu każdego odcinka Wilk wypowiada frazę tytułową Nu, pagadi!, czyli „No, poczekaj!“. Doreen Steinert odeszła z zespołu w trakcie jego istnienia i rozpoczęła karierę solową. W 2005 roku debiutancki solowy singiel Doreen nazywał się „Der Brief (Den ich nie schrieb)”.

## Skład zespołu
- Kristina Dörfer
- Doreen Steinert
- Patrick „Pat” Boinet
- Markus Grimm

## Dyskografia

### Album
- Your Dark Side (2005)

### Single
- Sweetest Poison (2004)
- Dying Words (2005)